# Charte d'Athènes (1931)
Pour les articles homonymes, voir Charte d'Athènes.
La charte d'Athènes pour la restauration des monuments historiques est un manifeste en sept points adopté en 1931 à Athènes lors du premier Congrès international des architectes et techniciens des monuments historiques.

## Manifeste
Sept résolutions importantes furent présentées au congrès d'Athènes et appelées « Carta del Restauro » :
1. Des organisations internationales prodiguant des conseils et agissant à un niveau opérationnel dans le domaine de la restauration des monuments historiques doivent être créées ;
2. Les projets de restauration doivent être soumis à une critique éclairée pour éviter les erreurs entrainant la perte du caractère et des valeurs historiques des monuments ;
3. Dans chaque État, les problèmes relatifs à la conservation des sites historiques doivent être résolus par une législation nationale ;
4. Les sites archéologiques excavés ne faisant pas l'objet d'une restauration immédiate devraient être enfouis de nouveau pour assurer leur protection ;
5. Les techniques et matériaux modernes peuvent être utilisés pour les travaux de restauration ;
6. Les sites historiques doivent être protégés par un système de gardiennage strict ;
7. La protection du voisinage des sites historiques devrait faire l'objet d'une attention particulière.